# Emil Heinrich Darapsky
Emil Heinrich Darapsky (* 10. Juni 1906 in Mainz; † 30. Oktober 1944) war ein deutscher Studienassessor, der wegen Wehrkraftzersetzung zum Tode verurteilt wurde.

## Leben
Emil Heinrich Darapsky war Sohn des Ingenieurs und Branddirektors Anton Basilius Darapsky. Nach dem Abitur 1925 in Bensheim an der Bergstraße studierte er zunächst Jura und dann Philologie in Köln, Frankfurt am Main, Paris und Gießen. In Gießen wurde er aktives Mitglied des katholischen Studentenvereins Nassovia im KV. Im Februar 1933 legte er das Referendarexamen, im März 1935 das Assessorexamen ab und erwarb die Lehrbefähigung für Deutsch, Geschichte und Französisch.
Darapsky stammte aus einer frommen katholischen Familie. Wie auch seine jüngere Schwester Elisabeth Darapsky machte er aus seiner Ablehnung der nationalsozialistischen Weltanschauung nie einen Hehl, was dazu führte, dass er aus offensichtlichen Schikanegründen vier Jahre lang nicht als Lehrer an einem Gymnasium, sondern an sieben verschiedenen Volksschulen als Hilfslehrer eingesetzt wurde. Erst im April 1939 wurde er in Wöllstein am Gymnasium Studienassessor. Wegen seiner labilen Gesundheit nur kurz zum Wehrdienst eingezogen, unterrichtete er bis zum Herbst 1943 am Gymnasium. Er verbarg auch weiterhin seine Meinung zum Nationalsozialismus nicht und tauschte sich mit seiner Schwester in Briefen offen kritisch über den Nationalsozialismus und den Krieg aus. Im Herbst 1943 wurde er von Berufskollegen angezeigt, die der Gestapo zwei seiner Briefe zuspielten. Bei anschließenden Hausdurchsuchungen fand man seine Tagebücher, bei einer Hausdurchsuchung in der Wohnung seiner Mutter fand man einen Brief, den Darapsky als Soldat geschrieben hatte und in dem er den Nationalsozialismus schonungslos analysiert hatte.
Nach der Verhaftung von Emil und Elisabeth Darapsky im Herbst 1943 begann im Januar 1944 vor dem Landgericht Berlin der Prozess gegen beide, die Anklage lautete auf Wehrkraftzersetzung. Emil wurde am 6. September 1944 zum Tod verurteilt und am 30. Oktober 1944 gehängt. Die Urne mit seiner Asche konnte erst 1947 in Mainz im Familiengrab beigesetzt werden. Es befindet sich auf dem Mainzer Hauptfriedhof im Feld 64, Reihe 14, Nr. 12–23.
Emil Darapsky war mit Else Kullmann aus Mainz verheiratet. Aus der Ehe ging die am 15. Dezember 1942 geborene Tochter Ingeborg Elisabeth Ziegler (geborene Darapsky) hervor.

## Ehrungen
Die katholische Kirche hat Emil Darapsky als Glaubenszeugen in das deutsche Martyrologium des 20. Jahrhunderts aufgenommen.